# Ocronose
Ocronose é uma síndrome causada pelo acúmulo de ácido homogentísico nos tecidos conjuntivos deixando uma descoloração ocre a nível microscópico. Descrito pela primeira vez por Rudolf Virchow, em 1865. No entanto, a olho nu os tecidos afetados aparecem cinza azulado por causa de um fenômeno de difusão da luz conhecido como efeito Tyndall.

## Causas
Ocronose pode ser causada por uso a longo prazo de certos produtos de clareamento da pele, mesmo que a quantidade de hidroquinona seja de apenas 2%. Cremes de clareamento da pele que contêm compostos como hidroquinona são comumente usados para ajudar com distúrbios de hiperpigmentação, como melasma e manchas. Também pode ser causada por exposição a outro fenol, resorcinol, mercúrio, ácido pícrico ou a algum benzeno. Produtos com esses compostos foram banidos em muitos países da Europa e nos EUA na última década.
Outra possível causa é por alcaptonuria, uma doença genética autonômica recessiva, mais comum na República Dominicana e na Eslováquia onde atingem 1 em cada 20.000 indivíduos. No resto do mundo atinge entre 1 em cada 250.000 e 1 em 1 milhão da população geral.

## Sinais e sintomas
O pigmento fica espalhado por toda a pele, mas só se torna aparente em determinados locais onde a concentração é maior como articulações, bochechas, dedos da mãos e pés. Alguns dos sintomas possíveis são:
- Pele avermelhada, alterando para marrom-acinzentada com o tempo até se tornar preto-azulada;
- Mancha na córnea;
- Escurecimento e endurecimento de cartilagens (orelha, nariz, laringe...);
- Diminuição da função pulmonar;
- Cartilagem intervertebral vulnerável a hérnias;
- Endurecimento dos tendões e ligamentos (predispondo-os a fraturas);
- Inflamação crônica e microfraturas nas articulações;
- Válvulas cardíacas com estreitamento (Estenose) e/ou a inflamação crônica;
- Urina escura.

## Tratamento
Uma dieta evitando tirosina e fenilalanina, reduz a produção de ácido homogentísico (HGA) permitindo melhor regeneração celular e diminuição dos sintomas. Além disso uma dieta rica em vitamina C previne a oxidação pelo HGA. Além disso, nitisinona pode ser usada para diminuir o acúmulo de HGA no corpo. 
Analgésicos para a dor, maquiagem para cobrir as manchas, fisioterapia para as articulações e cirurgias para reparar lesões são recomendados para lidar com os sintomas.